# Vochysia obovata
Vochysia obovata är en tvåhjärtbladig växtart som beskrevs av Stafleu. Vochysia obovata ingår i släktet Vochysia och familjen Vochysiaceae. Inga underarter finns listade i Catalogue of Life.